# Riachão do Jacuípe
Riachão do Jacuípe és un municipi brasiler de l'estat de Bahia, És localitzat a una latitud 11° 48' 36" sud i a longitud 39° 22' 55" oest, a una altitud de 219 metres del nivell del mar. Seva població es estimat en 33.468 habitants (cens 2020). L'àrea del municipi mesura 1.190,196 km², i fa part de la Microrregió de Serrinha.
L'origen del nóm de la ciutat s'origina dels indis Tocoiós que habitava les ribes dels rius Tocós i Jacuípe, aquest últim que en la llengua tupí significa "Rio dos Jacús" (en catalá:Riu dels Guals) van desenvolupar una agricultura autòctona. El nóm Riachão s'origina a través d’una granja de bestiar local anomenada Riachão. El municipi fou fundat en 1878, com a vila i en 1929, és transformat en ciutat.